# ФИНКА Интернешнл
FINCA International (сокр. от англ. Foundation for INternational Community Assistance, рус. Фонд помощи международному сообществу), или просто FINCA, — американская некоммерческая микрофинансовая организация, основанная Джоном Хэтчем в 1984 году.
Иногда FINCA называют «Всемирным банком для бедных» и «вакциной от бедности на планете». FINCA внедрила инновационную концепцию «Группового кредитования» в микрокредитовании, благодаря чему её считают пионером в этой области. FINCA, головной офис которой находится в Вашингтоне (округ Колумбия, США), имеет 13 отделений (филиал) в странах Латинской Америки, Центральной Америки, Африки, Восточной Европы, Кавказа и Средней Азии. Наряду с организациями Grameen Bank и ACCION International, FINCA считается одной из самых влиятельных микрофинансовых организаций в мире.

## Истоки и история

Джон Хэтч, основатель FINCA

В 1984 году Джон Хэтч, прошедший подготовку по программе Фулбрайта, эксперт по вопросам международного развития, предложил новый метод оказания помощи бедным. Озарение пришло, когда Хэтч, получивший назначение консультантом в Боливию, летел в самолёте высоко над Андами. Он сгрёб попавшиеся ему под руку салфетки, клочки бумаги, схватил ручку и стал записывать идеи, уравнения, схемы. К моменту посадки в Ла-Пасе у него был готов план совершенно нового подхода к борьбе с бедностью: программы финансовых услуг, которая стимулировала бедных людей брать на себя ответственность за своё благосостояние. «Дайте бедным общинам возможности, и они найдут дорогу!» — говорил он. Он назвал свою идею «Групповое кредитование». Этот подход позволил бедным людям получать займы без обеспечения, — что прежде являлось главным препятствием для получение кредитов бедными людьми, — по рыночным процентным ставкам.
Хэтчу сначала пришлось убеждать группу сотрудников организации USAID в том, что его идея оправдает себя в глазах сельской бедноты и американского правительства, на гранты которого должны были финансироваться первые проекты. Чиновники, однако, оценили его новаторство, и предоставили первый грант в $1 млн. Хэтч и его деловой партнёр в Перу, Акилес Ланоа (Aquiles Lanoa), запустили программу в пяти различных географических районах Боливии и за четыре недели создали в 280 сёлах фонды, обслуживающие более 14 000 семей, при общей сумме займов в $630 000. Клиенты Хэтча в Боливии сначала были озадачены услугами группового кредитования — слишком уж это отличались от привычного бизнеса. Однако, они были достаточно заинтригованы чтобы попробовать воспользоваться этими услугами, и успех не заставил себя ждать. Когда в Боливийском представительстве сменилось руководство, было решено закрыть программу группового кредитования. Новое руководство, более осторожное, чем предыдущее, признавало успех программы Группового кредитования, но всё же считало выдачу беззалоговых займов бедным людям слишком рискованной. Хэтч не опустил руки и последующие несколько месяцев обучал другие учреждения методике группового кредитования, помогая запускать подобные программы в Латинской Америке и в 1985 году создал организацию, которая в настоящее время известна как FINCA International.
Благодаря высокой финансовой стабильности, FINCA значительно расширила своё присутствие в Латинской Америке, на Карибах, в Африке и в новых независимых государствах бывшего СССР в 1980-х и 1990-х гг. В 1995 г. FINCA начала работать в странах бывшего СССР, открыв программу группового кредитования в Кыргызстане.
В 1997 году FINCA участвовала в спонсировании Первого микрокредитного саммита, в котором участвовали более 2000 высокопоставленных политиков, профессионалов и доноров, обсуждая возможные пути расширения микрокредитных программ. In 2000, FINCA became one of the first economic development organizations to enter Kosovo after the June 1999 cease-fire.
В 2000-х годах FINCA продолжила своё проникновение в новые независимые государства, внедряя свои программы в Средней Азии. Её последние программы были начаты в Афганистане в 2004 году (см. FINCA Афганистан (англ.)) и Иордании в 2007 году.

## Миссия организации
Миссия FINCA International — предоставлять «финансовые услуги предпринимателям с самыми низкими в мире доходами для того, чтобы они могли создавать рабочие места, наращивать активы и повышать свой уровень жизни». Сегодня FINCA обслуживает более 740 000 клиентов по всему миру. Амбициозные планы предусматривают увеличение охвата до более чем миллиона клиентов, до конца 2010 г.
Исходной посылкой нашей миссии является систематическое и глобальное воздействие на бедность, путём обеспечения широкой доступности беззалоговых кредитов для бедных женщин. По словам Президента и Генерального директора FINCA, Руперта Скофилда (Rupert Scofield), «женщины продемонстрировали меньшую подверженность кредитным рискам, поскольку они более ответственны, может быть, потому, что им приходится заботиться о детях. Они более креативны и предприимчивы, чем мужчины. Поскольку женщины распоряжаются семейными деньгами, они знают, где можно найти дополнительный заработок.»
В области микрофинансирования FINCA выделяется тем, что работает с самыми бедными слоями населения, в частности, с бедными женщинами. По состоянию на декабрь 2008 г. женщины составляли 70 % всей клиентской базы малых займов.

## Групповое кредитование

Клиенты программы группового кредитования ФИНКА клиенты в Афганистане

Программы Группового кредитования, впервые внедрённые FINCA, представляют собой одну из самых распространённых методик микрофинансирования в мире. Только среди некоммерческих организаций США, более 31 микрофинансового учреждения внедрили в сумме более 400 программ Группового кредитование более чем в 90 странах. Во многих из этих стран существуют также местные микрофинансовые учреждения — иногда исчисляемые десятками — которые также практикуют Групповое кредитование.
Группа программы Группового кредитования — это неофициальная группа взаимопомощи, состоящая из 15-30 участников, в основном женщин-домохозяек. При реализации программы в соответствии с миссией в такой группе обычно около 50 % новых участников группы относятся к наибеднейшим семьям, которые вынуждены жить менее чем на $1 в день в расчёте на одного человека; остальные умеренно бедны ($1-2 в день) или не считаются бедными (>$2). Члены группы встречаются один раз в неделю, чтобы занять денег на оборотные средства, передать свои сбережения на хранение в надёжные руки, обменяться опытом с другими членами группы, научиться чему-то новому, поддержать друг друга. Займы могут составлять всего $50-$100 и зависят от размеров сбережений, поэтому чем больше сумеет накопить денег член группы, тем на более крупный заём он может рассчитывать. Обычный срок возврата займа составляет четыре месяца с еженедельными выплатами в течение 16 недель.
Как и многие другие методики микрокредитования, Групповое кредитование не предусматривает обеспечения (что обычно препятствует получению бедными людьми займов в коммерческих банках) в качестве условия для предоставления займа. Вместо этого Групповое кредитование основывается на системе перекрёстных гарантий, когда каждый участник группы гарантирует займы всех остальных участников. Такая система создаёт атмосферу социального давления в группе, при которой страх общественного порицания заставляет всех участников группы полностью возвращать свои займы. Сочетание перекрёстных гарантий и социального давления позволяет получать займы даже самым бедным людям. Групповое кредитование доказало свою эффективность в FINCA, обеспечивая коэффициент возврата займов более 97 % в филиалах FINCA по всему миру.
На займы Групповые кредиты распространяются рыночные процентные ставки, обычно соответствующие плате, взимаемой с клиентов местными коммерческими банками, но обычно гораздо меньшие, чем процентные ставки местных ростовщиков. Капитал для этих займов предоставляет FINCA, причём своевременность еженедельных выплат коллективно гарантируется всеми участниками программы — то есть невыплату одного участника группы должны покрыть другие участники группы за счёт своих средств. Группы программы Группового кредитования — очень демократичные, самоуправляемые и истинно народные организации. Члены группы сами избирают своих руководителей, принимают в группу новых участников, разрабатывают собственные правила, ведут учёт, управляют всеми фондами, распределяют и хранят все средства, решают проблемы невыплаты займов и налагают собственные штрафы на участников, которые опаздывают, пропускают собрания или задерживают платежи.
Персонал 21 филиала FINCA во всём мире насчитывает около 7000 сотрудников, в основном на местах (кредитные инспектора и контролёры), среди которых также встречаются получившие образование дети клиентов FINCA. Каждый кредитный инспектор посещает еженедельные собрания в каждой из своих 10-15 групп для проведения инструктажа руководства группы и контроля деятельности группы. Кроме мотивации и обучения, кредитный инспектор контролирует посещение собраний членами группы, следит за правильностью учёта средств, проверяет точность выдачи займов и приёма сбережений за неделю. Каждой группой управляют избранные служащие — председатель (руководит процессом демократического принятия решений в банке), секретарь (фиксирует посещение и ведёт протоколы) и казначей (отвечает за точность проведения всех наличных операций). Наконец, каждый участник группы имеет собственную сберегательную книжку, где баланс выплаты займов и внесения сбережений всегда должен совпадать с записями в казначейских документах.

## Развитие программ FINCA
Новые программы FINCA обычно запускаются в центре города, затем распространяются на пригороды вокруг этого города, и наконец (по мере достижения точки самоокупаемости программы) доходят до сельских районов. Обычно для новой программы в столице организуют один головной офис, где размещается административный персонал и сотрудники программы.
С развитием программы начинается децентрализация её операций путём открытия дополнительных офисов (обычно расположенных в крупных торговых городах) для обслуживания отдельных регионов страны. На местах каждый кредитный инспектор должен охватить район с 10-15 группами. Этот район охвата должен быть расположен на более чем в одном часе езды в любом направлении от центра. В этой зоне охвата кредитный инспектор организует группы по определённым «маршрутам», каждый из которых соответствует тому или иному дню недели, и планирует день и время собраний в группах так, чтобы иметь возможность принять участие в нескольких (от 2-х до 4-х) встречах на одном маршруте в течение одного дня.

## Преобразование FINCA в банковские учреждения
Чтобы расширить свой доступ к капиталу, FINCA реорганизует большинство своих представительств, которые до настоящего времени занимались исключительно предоставлением кредитов, в лицензированные, регламентированные учреждения, которые могут принимать микродепозиты(«микробанки»). Это позволяет более эффективно использовать сбережения всех клиентов. Доступ к депозитам клиентов позволяет обеспечить бо́льшую независимость программ FINCA от доноров и правительственного финансирования, привлечь больше частных инвестиций и повысить финансовую стабильность организации. Благодаря этому FINCA сможет охватить больше клиентов и предложить им более широкий спектр продуктов и услуг.
FINCA International, как неприбыльная организация, сохранит за собой контрольный пакет в создаваемых учреждений, чтобы обеспечить выполнение созданными банками миссии FINCA — служить бедным людям во всём мире. В настоящее время несколько представительств FINCA уже успешно преобразованы в микробанки, либо предоставляют дополнительные банковские услуги в статусе микрокредитной компании (открытие депозитов, платёжных карт, денежные переводы, кассовое обслуживание и т.д.), помимо кредитования: Кыргызстан, Нигерия, Танзания, Конго, Таджикистан, Замбия, Уганда.

## Финансирование
Практически все программы FINCA внедряются от имени некоммерческих организаций, а не регулируемых коммерческих финансовых учреждений. Некоммерческие организации не имеют права использовать сбережения своих клиентов для финансирования своего кредитного портфеля (как это делают обычные банки). Поэтому FINCA обычно финансирует запуск новых программ за счёт грантов или внешних займов под небольшой процент. По оценке FINCA, для того, чтобы новая программа достигла точки самоокупаемости в стране, необходимо: (1) три года работы программы, (2) не менее 7000 клиентов, и (3) около $2 млн — половина средств идёт на выдачу займов, вторая половина — для покрытия уменьшающейся доли своих операционных затрат в течение первых трёх лет. В прошлом FINCA получала большую часть стартовых средств от организации USAID. Однако, в последние годы FINCA стала финансировать всё большую часть своих стартовых затрат на запуск новых программ за счёт частных доноров (корпораций, фондов и частных лиц). По достижении программой FINCA точки самоокупаемости наращивание портфеля происходит за счёт реинвестирования чистой операционной прибыли. Кроме того, она становится «надёжной» в глазах банков, что позволяет занимать средства у местных коммерческих банков для дальнейшей выдачи кредитов клиентам. Все привлечённые займы гарантируются деноминированным в долларах аккредитивом Фонда Капитала Группового кредитования (Village Bank Capital Fund, VBCF) FINCA International. Сегодня примерно 20 % займов FINCA во всём мире финансируются за счёт заимствования капитала у коммерческих банков той страны, в которой расположено представительство организации.

## Инновации и партнёрство
Хотя программа Группового кредитования и сбережений остаётся основным продуктом для стран Африки, FINCA также сотрудничает со многими ведущими страховыми компаниями, предлагая услуги страхования здоровья и жизни, здравоохранения и покрытие утери бизнеса в связи с распространением СПИДа в Африке. FINCA Уганда, являясь пионером микрострахования в мире, в сотрудничестве со страховой компанией AIG, предоставляет клиентам услуги по страхованию жизни, чтобы гарантировать, что смерть участника программы Группового кредитования не скажется на других участниках группы и семье умершего, так как заём клиента будет выплачен за счёт страховки. Активное финансирование со стороны Фонда Билла и Мелинды Гейтс позволяет FINCA и Центру информационных программ Школы общественного здоровья Блумберга при университете Джонса Хопкинса (Johns Hopkins University Bloomberg School of Public Health's Center for Communication Programs) предоставлять программы по обучению профилактике распространения ВИЧ/СПИД посредством созданной FINCA в Малави сети групп — участников программы Группового кредитования.
В странах бывшего СССР ассортимент предлагаемых FINCA услуг расширился за счёт бо́льших индивидуальных займов под обеспечение офисной или специальной техникой, автомобилями или другим имуществом.
Две самых успешных программы FINCA, в Эквадоре и Уганде, были реорганизованы в регламентированные депозитные учреждения. Микродепозитным учреждениям разрешено принимать сбережения у населения и затем использовать привлечённые депозиты для финансирования более краткосрочных программ.
24 января 2004 г. USAID, FINCA и Visa International организовали широкомасштабное сотрудничество между частным и государственным секторами с целью повысить эффективность и безопасность для клиентов микрофинансовых учреждений в развивающихся странах с помощью внедрения электронных платежей. Это сотрудничество продемонстрировало, как решения, предложенные Visa могут сберечь время и деньги FINCA и её клиентов, позволяя FINCA охватывать более широкие слои бедного населения планеты за счёт минимизации времени, затрачиваемого на обработку займов как со стороны клиентов, так со стороны сотрудников FINCA; снижая стоимость операций по обработке займа; предоставляя клиентам более безопасный доступ к их заёмному капиталу; снижая вероятность хищения средств; увеличивая ассортимент финансовых услуг, предоставляемых клиентам со стороны FINCA; помогая коммерческие банкам, участвующим в программах микрокредитования, получить доступ к новым сегментам рынка.
В ноябре 2006 г. FINCA Афганистан (FINCA Afghanistan) получила от USAID грант в размере $10 млн в рамках аграрного микрофинансового проекта общей стоимостью $80 млн, направленного на поддержку развития и стабильности в Афганистане. Проект, известный как Программа инвестиций в сельское хозяйство и земледелия и развития предпринимательства (Agriculture, Rural Investment and Enterprise Strengthening, ARIES), дополнит уже существующую Программу дополнительного заработка (Alternative Livelihoods Program), представленную USAID, и поможет создать рыночный оптовый Фонд аграрных инвестиций (Rural Investment Fund) для финансирования кооперативов, крестьянских ассоциаций, малых и средних предприятий по всей стране, чтобы способствовать искоренению выращивания опиумного мака.
С начала работы в Афганистане, FINCA разработала линейку микрофинансовых продуктов, соответствующую законам шариата, разработанную после тщательных консультаций с местными религиозными лидерами и подтверждённую полученной в университете Аль-Азхар в Каире, Египет (самый авторитетный исламский ВУЗ в мире) фатвой. Нынешняя линейка кредитных продуктов «мурабаха» основана на соглашении, при котором продавец (FINCA) прямо указывает затраты, понесённые им на продаваемые товары, и продаёт их другому лицу (клиенту) с наценкой к первоначальной стоимости, которая заранее известна покупателю. Это один из самых распространённых методов работы, используемый банками в исламских странах, включая Афганистан, для проведения беспроцентных сделок (исламский закон запрещает одалживать деньги под проценты). Кроме звания первой в Афганистане микрофинансовой организации, соответствующей законам Шариата, FINCA Афганистан может претендовать на право создателя первых в мире продуктов группового кредитования «мурабаха».

## Поддержка со стороны знаменитостей
В 2003 г. королева Иордании Рания приняла приглашение FINCA International войти в состав Совета директоров, официально оформив отношения поддержки и помощи, заложенные в 2000 г. Приняв приглашение, королева подтвердила свою веру в то видение, которое воплощает в жизнь FINCA: микрофинансирование действительно помогает значительной части беднейшего населения мира принимать более активное участие в жизни общества. 25 феврале 2008 г. Королева Рания официально участвовала в торжественном открытии программы FINCA в Иордании и самолично посетила клиентов программы.
Актриса с мировым именем Натали Портман присоединилась к FINCA в качестве «Посла надежды» 2003 г., после своей встречи с королевой Ранией. После встречи она сказала: «Поскольку я израильтянка, а королева Рания, вероятно, самая известная палестинка в мире, я всегда мечтала встретиться с ней и начать заниматься чем то, что способствовало бы укреплению мира и сотрудничества между израильскими и палестинскими женщинами. Она много говорила мне о том, что она назвала „дефицит надежды“ между обеспеченной одной третью население Земли и необеспеченным двумя третями остального населения. Я даже не предполагала, что эти две трети населения Земли очень бедны, живут меньше чем на доллар в день на одного человека, и что 70 % из них — это женщины и дети. Этому не учат в американских школах». Позднее, Портман посещала отделения FINCA в Мексике, Гватемале, Уганде и Эквадоре и встречалась с несколькими конгрессменами, для того, чтобы убедить их в необходимости выделения правительством дополнительных средств на развитие микрофинансовых организаций.
После своей поездки в Уганду Портман вспоминала: «…в Уганде я встретила женщину по имени Эфува, которая стала одной из первых клиенток FINCA в Уганде 11 лет назад, и когда она начинала, у неё было 10 детей. Муж бил её, она жила на 80 центов в день, и ей приходилось — она рассказывала нам — просить у соседей грязную мыльную воду, оставшуюся от стирки, чтобы постирать одежду для себя и своих детей, потому что она не могла себе позволить купить даже небольшой кусочек мыла. Теперь, 11 лет спустя, она открыла собственный ресторан. Размер её займов вырос до $2000, благодаря тому, что она очень надёжный клиент. Она наняла ещё нескольких женщин себе в помощь. Она отправила всех своих дочерей в школу. Одна из них уже учится в университете; они все вместе собрали деньги на то, чтобы отдать самую умную девочку в университет, и это так здорово — та ответственность и гордость, которую эти женщины, лишённые образования и, по существу, надежды, могут проявить при минимальной поддержке.»

## Высокая оценка деятельности FINCA
Семь лет подряд FINCA получает четырёхзвёздный рейтинг (наивысший в благотворительных кругах) от Charity Navigator, ведущего эксперта по благотворительности в США. Этот рейтинг свидетельствует об исключительно эффективном управлении финансами и превосходстве над конкурентами в области распределения и использования капитала.
FINCA также получила рейтинг «A» от Американского института филантропии (англ., AIP) — авторитетного наблюдательного органа в США, следящего за тем, чтобы жертвователи имели доступ к информации, чтобы делать осознанный выбор при пожертвовании средств.
В декабре 2001 года FINCA была выбрана среди более чем 800 000 американских некоммерческих организаций для включения в список «100 лучших благотворительных организаций» журнала Worth (англ.), на основании оценок людей, занимающихся благотворительностью. Заглавная статья журнала, «Способность жертвовать», рекомендовала благотворителей, которые выделяются по степени эффективности их миссии, финансовым контролем и разумным управлением.

## Регионы и страны, в которых работают представительства FINCA
- Латинская и Центральная Америка: Эквадор (с 1994 г.), Сальвадор (с 1990 г.), Гватемала (с 1998 г.), Гаити (с 1989 г.), Гондурас (с 1989 г.), Мексика (с 1989 г.), Никарагуа (с 1992 г.)
- Страны бывшего СССР (Евразия): Армения (с 1999 г.), Азербайджан(с 1998 г.), Грузия (с 1994 г.), Кыргызстан (с 1995 г.), Россия (с 1999 г.), Таджикистан (с 2003 г.)
- Европа: Косово (с 2000 г.)
- Африка: Демократическая Республика Конго (с 2003 г.), Малави (с 1994 г.), Танзания (с 1998 г.), Уганда (с 1992 г.), Замбия (с 2001 г.)
- Ближний Восток: Афганистан (с 2003 г.), Иордания (с 2007 г.)

## Дополнительная информация
- Джон Хэтч
- Групповое кредитование
- Микрокредит
- Микрофинансирование